# 違反校規的修學旅行
《全球友情企劃—違反校規修學旅行》為韓國JTBC的綜藝節目，由YG娛樂企劃製作， 鄭亨敦、曹世鎬、金申英共同主持，節目主要讓偶像明星iKON體驗高中時因行程而無法參與的修學旅行，此外同行者亦有由日本女子偶像团体GEM成員、演員、模特兒等七位女性。节目内容以学生时代为题材勾起了人们的回忆，因此备受好评，每次播出时都独占各大门户网站实时热搜榜一位。

## 出演人员
- 领队：鄭亨敦、曹世鎬、金申英
- 梁氏高校：iKON
- 东京女子高中：川津明日香（模特）、田辺（模特）、西田（GEM）、杉本美穂（模特）、野村奈央（元AKB48）、小栗（GEM）、涼海花音（模特）

## 各集內容
| 集數 | 播放日期       | 內容                              |
| ---- | -------------- | --------------------------------- |
| 1    | 2017年11月5日  | 首爾少年遇到東京少女              |
| 2    | 2017年11月12日 | 老師不知道少年X少女們的回憶       |
| 3    | 2017年11月19日 | 危險的邀請                        |
| 4    | 2017年11月26日 | 這場修學旅行...完全狙擊取向?      |
| 5    | 2017年12月2日  | 自然主義修學旅行                  |
| 6    | 2017年12月10日 | 休學旅行的最後,熱淚盈眶的再見...! |